# Сакская волость (Латвия)
Са́кская во́лость (латыш. Sakas pagasts) — одна из территориальных единиц Южно-Курземского края Латвии, в историко-культурной области Курземе. Находится на севере края, омывается Балтийским морем. Граничит с городом Павилостой, с Вергальской, Дуналкской, Циравской, Лажской волостями своего края, с Алсунгской и Гудениекской волостями Кулдигского края и с Юркалнской волостью Вентспилсского края. Волостной центр — село Сака.

## История
Впервые название Сака упоминается в 1229 и 1230 годах, в документах о разделе куршских земель. Со второй половины XIII века до Ливонской войны (1558—1583) Сака была собственностью Курляндского епископства.
В 1945 году в Сакской волости были созданы Сакский, Павилостский и Салиенский сельские советы. В 1949 году волостное деление было отменено. В 1951 году к Сакскому сельсовету был присоединён Салиенский сельсовет и часть Павилостского сельсовета, в 1960 году — часть Циравского сельсовета, в 1962 году — Улмальский сельсовет. В 1987 году небольшая часть Сакского сельсовета была присоединена к Юркалнскому сельсовету.
В 1990 году Сакский сельсовет был реорганизован в волость. В ходе административно-территориальной реорганизации часть Циравской волости также была включена в состав Сакской волости, а часть Сакской волости была присоединена к территории города Павилосты. В 2009 году, в результате латвийской административно-территориальной реформы, Сакская волость вошла в состав созданного Павилостского края. В ходе административно-территориальной реформы Латвии 2021 года, Павилостский край был упразднён, Сакская волость вошла в состав укрупнённого Южно-Курземского края.

## География
Сакская волость на западе граничит с Балтийским морем. Общая длина береговой линии составляет 22,3 км. В 10 км к юго-западу от Павилосты находится мыс Акменсрагс, на котором расположен маяк Акменсрагс. К югу от Павилосты берег низкий, песчаный с дюнами, к северу крутой с высотами до 25 метров. Рельеф сформирован Пиемарской равниной Приморской низменности, самое высокое место (37,1 м над уровнем моря) находится юго-восточнее села Салиена. У села Рива сохранились участки Балтийского ледникового озера (10—11 тыс. лет назад).
По территории Сакской волости протекают реки Тебра и Дурбе, которые у Саки сливаются, образуя реку Саку, впадающую у Павилосты в Балтийское море. Ширина реки здесь достигает 45 метров. Другая крупная река волости — Рива, протекает на севере и впадает в Балтийское море южнее села Юркалне. В южной части волости протекает небольшая река Рудупе. Крупное болото волости — болото Веленсила (площадь 271 га).
Большая часть территории волости (74 %) занята лесами. На территории волости находится заповедник Грини, основанный в 1936 году для изучения своеобразного биогеоценоза Балтийского побережья и защиты уникального места произрастания болотного вереска.

## Население
Плотность населения волости составляет всего 2,4 чел./км², поскольку бо́льшая часть территории волости занята лесами. Преобладающий тип населённых пунктов — рассредоточенные сёла (группы усадеб, которые обычно исторически считались едиными). В 1935 году в Сакской волости проживало 2906 человек, из них латышей — 94,5 %, евреев — 2,4 %, русских — 0,9 %, немцев — 0,6 %, поляков — 0,5 %. Примерно в 1960 году, после открытия Ривского гравийного карьера был построен рабочий посёлок примерно на 300 жителей, после ликвидации производства на карьере количество жителей начало снижаться. В 2000 году в Сакской волости проживало 745 человек, из них 51,3 % мужчин, 48,7 % женщин. По национальному составу: латышей — 93,3 %, литовцев — 2,7 %, русских — 2,1 %.
По состоянию на 1 января 2022 года население волости составляло 477 человек.

## Экономика
Во время правления герцога Якоба на месте слияния Дурбе и Тебры находился торговый порт, который посещало 50—150 кораблей в год. В соответствии с Оливским мирным договором, шведы разрушили Сакский порт и перекрыли Саку.
Во время аграрной реформы 1920 года мызская земля Сакской волости была разделена на множество небольших хозяйств. В 1935 году в волости насчитывалось 503 крестьянских хозяйства. Работали кирпичный и винокуренный заводы, лесопилка, водяные и ветряные мельницы,
14 продуктовых магазинов.
В 1949 году в Саке были созданы колхозы «Centība» (рус. Усердие) и «Салиена», в Улмале — «Zvaigzne» (рус. Звезда), позже объединнёные в колхоз «Centība». В 1990 году он был разделён на паевые общества «Улмале» и «Сака», которые вскоре прекратили свое существование.
По состоянию на 2000 год в волости было 240 крестьянских и 250 приусадебных хозяйств. Работали 5 деревообрабатывающих предприятий и небольшие лесопилки, где производили пиломатериалы, в том числе и на экспорт. Осуществлялось индивидуальное прибрежное лицензионное рыболовство в Балтийском море. Работало несколько гостевых домов и гостиница, 3 магазина.

### Транспорт
Через Сакскую волость проходила железнодорожная линия Лиепая — Вентспилс (закрыта в 1996 году, пути демонтированы в 2009 году). Волость пересекают региональная автодорога P111 Вентспилс — Гробиня и местные автодороги V1186 Лабрагс — Рива — Сарканвалкс, V1194 Ланкас — Цирава — Турайдас, V1199 Айзпуте — Сака.

## Образование и культура
Первая школа в Сакской волости была построена в 1872 году. В 1895 году была построена школа в Салиене. В годы первой Латвийской республики работали 6-классная основная школа в Павилосте и 4-классные начальные школы в Саке, Улмале и Салиене. В 1955 году была закрыта школа в Салиене, в 1967 году в Саке и в 1969 году в Улмале. С этого момента и по состоянию на 2000 год, в волости нет образовательных учреждений. Дети волости учатся в школах Павилосты и соседних волостей.  